# Haurida distrikt
Haurida distrikt är ett distrikt i Aneby kommun och Jönköpings län. 
Distriktet ligger i västra delen av kommunen. 

## Tidigare administrativ tillhörighet
Distriktet inrättades 2016 och utgörs av socknen Haurida i Aneby kommun.
Området motsvarar den omfattning Haurida församling hade vid årsskiftet 1999/2000.